# Фауна и флора бирманского янтаря

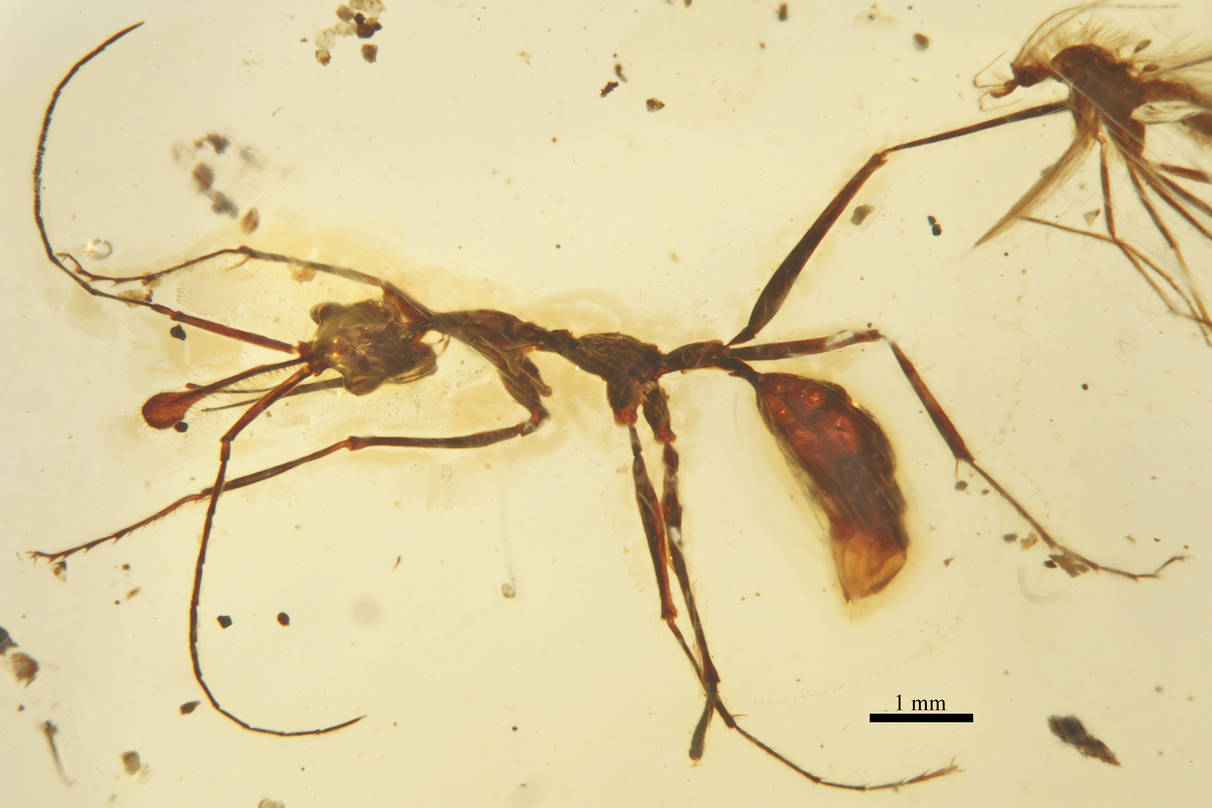
Муравей Ceratomyrmex ellenbergeri в янтаре

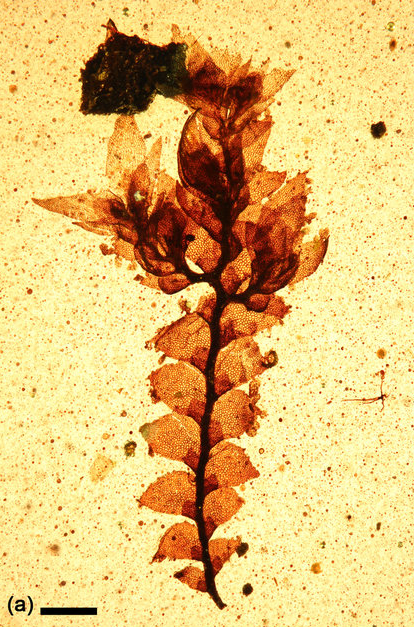
Растение Radula cretacea в янтаре

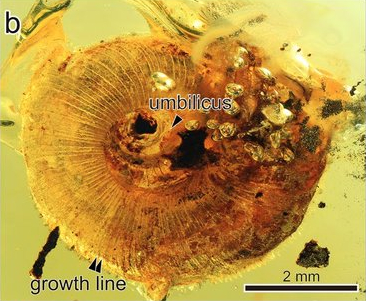
Ракушка моллюска Archaeocyclotus, Cyclophoridae

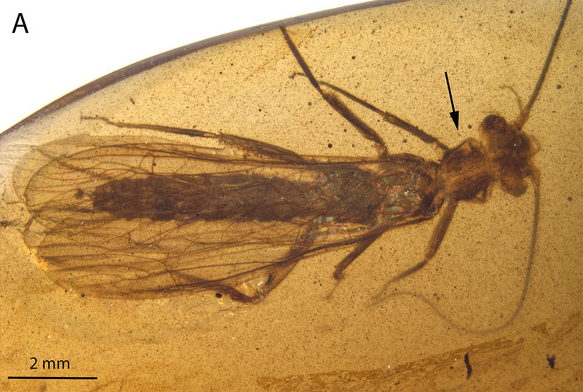
Веснянка Largusoperla billwymani, Plecoptera

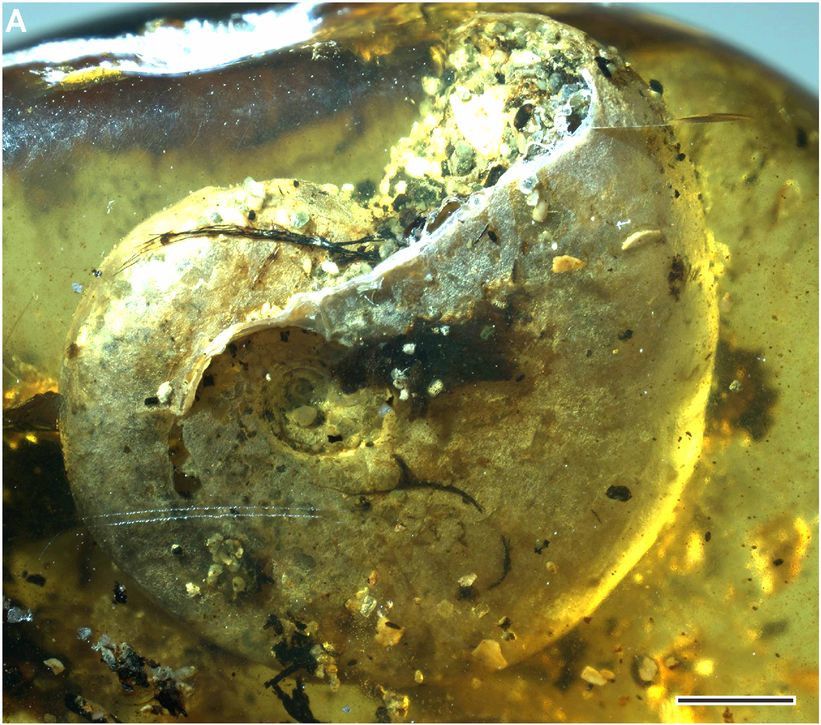
Моллюск Puzosia (Bhimaites)

Фауна и флора  бирманского янтаря включает фоссилии более 1000 видов ископаемых организмов, имеющих возраст около 99 млн лет (меловой период). Наряду с балтийским янтарём это одна из крупнейших описанных палеобиот среди всех видов янтарей. Бирманский янтарь обнаружен в северо-восточной части Мьянмы (прежнее название Бирма, Юго-Восточная Азия), главным образом в штате Качин, граничащем с Китаем и Индией.

## История
В 1916 году были обнаружены и описаны первые инклюзы насекомых в бирманском янтаре. Сделал это открытие американский энтомолог Теодор Коккерелль, который первым предположил меловой возраст этих находок.
К концу 2019 году описано более 42 классов, 108 отрядов, 569 семейств, 1017 родов и 1379 видов организмов, в том числе более 300 видов за один 2019 год, большинство (94 %) из которых это членистоногие.
Среди таксонов, описанных из бирманском янтаре обнаружено множество эндемичных и реликтовых групп. Например, среди представителей отряда перпончатокрылых (Hymenoptera) такие эндемичных семейства: Aptenoperissidae, Bryopompilidae, Melittosphecidae, Othniodellithidae и другие, ещё неописанные семейства. Наличие множества эндемиков в бирманском янтаре может свидетельствовать о том, что участок суши, где он формировался, был изолирован от остальной Южной Азии и представлял собой остров или группу островов.
Морские животные также представлены в бирманском янтаре, включая аммонитов, остракод и брюхоногих и двустворчатых моллюсков.

## Фауна

### Беспозвоночные
Более 1000 видов беспозвоночных обнаружено в депозитах бирманского янтаря, включая древнейших представителей Palpigradi (Electrokoenenia) и Schizomida (Mesozomus), Onychophora (Cretoperipatus) и единственных известных ископаемых членов Mesothelae и Ricinulei со времен палеозоя. Также найдены уникальный род стебельчатых пауков Chimerarachne (Chimerarachne yingi, Uraraneida), все еще обладающий хвостом, с похожими формами, известными только из палеозоя.

#### Паукообразные

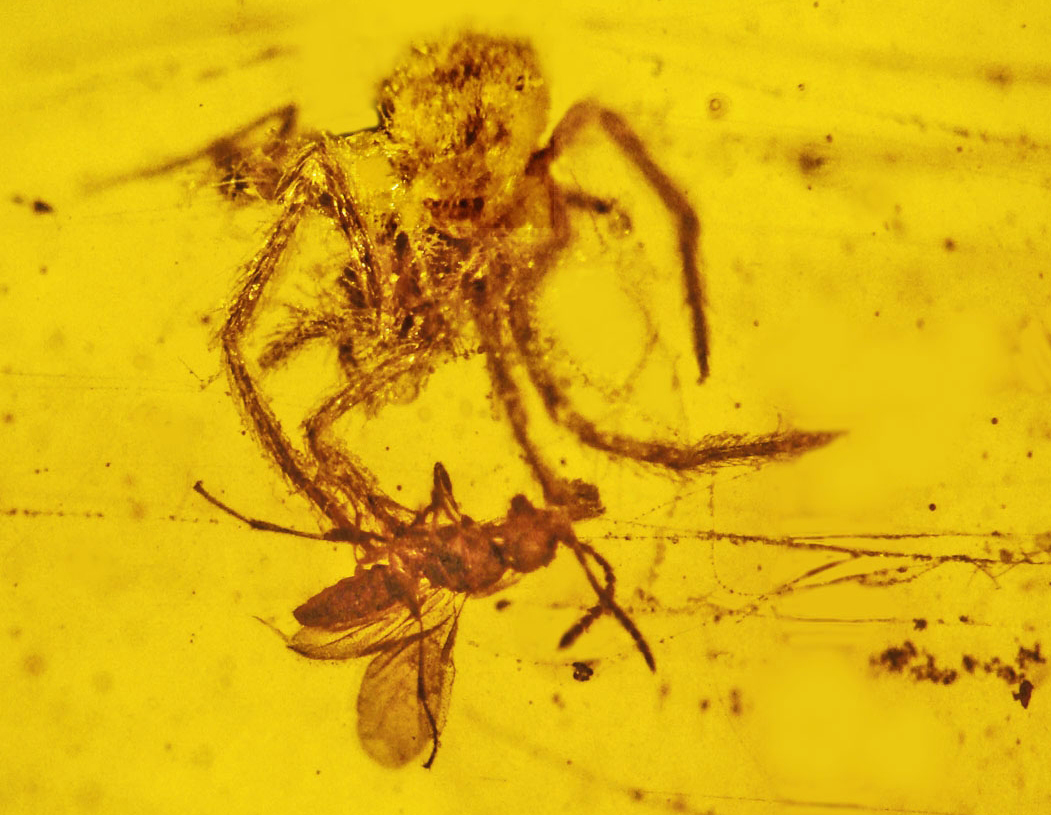
Паук Nephila burmanica и наездник Cascoscelio incassa (Scelioninae)

##### Пауки (Araneae)
44 семейства пауков, включая: Archaeidae, †Burmadictynidae, †Burmascutidae, †Burmathelidae, Clubionidae, Corinnidae, †Cretaceothelidae, Deinopidae, Dipluridae, †Eopsilodercidae, †Fossilcalcaridae, Hersiliidae, Hexathelidae, †Lagonomegopidae, Leptonetidae, Liphistiidae, †Micropalpimanidae, †Mongolarachnidae, Mysmenidae, Ochyroceratidae, Oecobiidae, Oonopidae, Oxyopidae, Palpimanidae, †Parvithelidae, Pholcidae, †Pholcochyroceridae, †Plumorsolidae, †Praearaneidae, †Praeterleptonetidae, Psechridae, Psilodercidae, Salticidae, Segestriidae, Telemidae, Tetrablemmidae, Tetragnathidae, Theridiosomatidae, Theridiidae, Thomisidae, Uloboridae и †Vetiaroridae.

##### Акариформные клещи
20 семейств Акариформных клещей (Acariformes): Anystidae, Archaeorchestidae, Bdellidae, Caeculidae, Cheyletidae, Enantioppiidae, Eremaeidae, Erythraeidae, Eupodidae, Gymnodamaeidae, Malaconothridae, Microtrombidiidae, Neoliodidae, Oribatellidae, Oribotritiidae, Resinacaridae, Smarididae, Trombellidae, Trombidiidae и Tuckerellidae.

##### Сенокосцы
5 семейств Сенокосцев (Opiliones): Epedanidae, †Halithersidae, †Monooculricinuleidae, Sclerosomatidae и Stylocellidae.

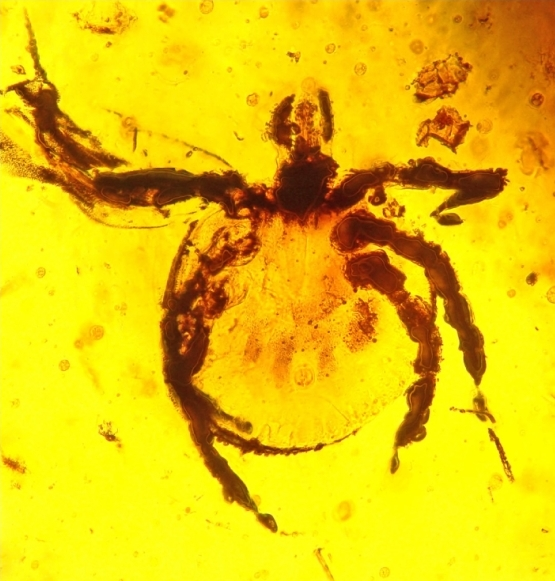
Cornupalpatum burmanicum

##### Ложноскорпионы
12 семейств Ложноскорпионов (Pseudoscorpionida): Atemnidae, Cheiridiidae, Cheliferidae, Chernetidae, Chthoniidae, Feaellidae, Garypinidae, Hyidae, Ideoroncidae, Neobisiidae, Pseudocheiridiidae и Withiidae.

##### Скорпионы
7 семейств Скорпионов (Scorpiones): Buthidae, Chaerilidae, †Chaerilobuthidae, †Palaeoburmesebuthidae, †Palaeoeuscorpiidae, †Palaeotrilineatidae и †Sucinolourencoidae.
- †Palaeoburmesebuthidae
  - Betaburmesebuthus bellus Lourenço, 2016
  - Betaburmesebuthus bidentatus Lourenço, 2015
  - Betaburmesebuthus fleissneri Lourenço, 2016
  - Betaburmesebuthus kobberti Lourenço, 2015
  - Betaburmesebuthus larafleissnerae Lourenço, 2016
  - Betaburmesebuthus muelleri Lourenço, 2015
  - Palaeoburmesebuthus grimaldii Lourenço, 2002
  - Palaeoburmesebuthus ohlhoffi Lourenço, 2015
- †Palaeoeuscorpiidae
  - Archaeoscorpiops cretacicus Lourenço, 2015
  - Burmesescorpiops groehni Lourenço, 2016
- †Palaeotrilineatidae
  - Palaeotrilineatus ellenbergeri Lourenço, 2012

##### Паразитиформные клещи
5 семейств Паразитиформных клещей (Parasitiformes), включая: Argasidae, †Deinocrotonidae, Ixodidae, Opilioacaridae and Polyaspididae.

##### Шизомиды
Один род Schizomida: Mesozomus (Hubbardiidae).

##### Пальпиграды
Один род Palpigradi: Electrokoenenia (Eukoeneniidae).

##### Жгутоногие пауки
Один род Жгутоногих пауков (Amblypygi): Kronocharon.

##### Фаланги
Один род Фаланг (Solifugae): Cushingia.

##### Телифоны
2 рода Thelyphonida: Mesothelyphonus (Thelyphonidae) и Burmathelyphonia.

##### Рицинулеи
3 рода Ricinulei: Hirsutisoma, ?Poliochera и Primoricinuleus.

#### Myriapoda

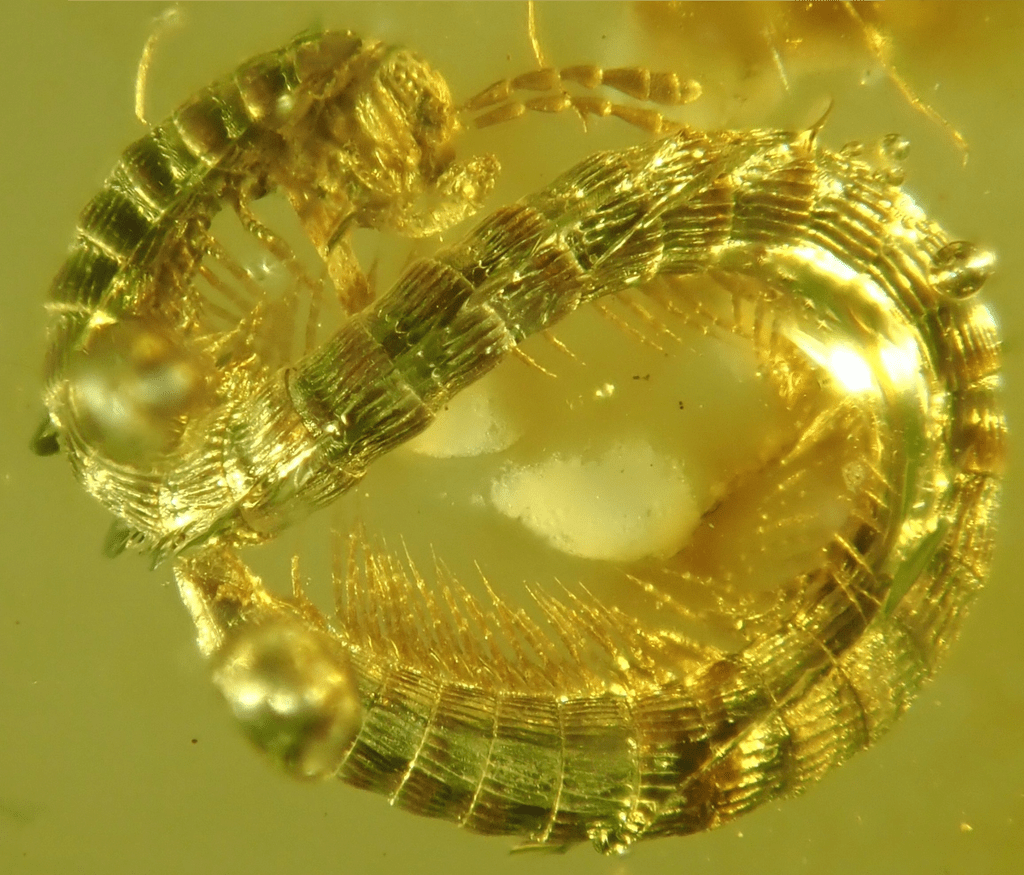
Burmanopetalum inexpectatum (Callipodida)

15 семейств Многоножек, включая: Anthroleucosomatidae, Tingupidae, Glomeridellidae, Andrognathidae, Paradoxosomatidae, Polydesmidae, Polyxenidae, Synxenidae, Polyzoniidae, Siphoniulidae, Siphonophoridae, Siphonorhinidae, Zephroniidae, Cambalidae, Scolopendrellidae и †Burmanopetalidae.
- Burmanopetalum inexpectatum (подотряд Burmanopetalidea, Двупарноногие)[21]

#### Скрыточелюстные
8 семейств Скрыточелюстных (Entognatha), включая: Campodeidae, Japygidae, Isotomidae, †Praentomobryidae, Tomoceridae, Neanuridae, Odontellidae и Sminthuridae.

#### Насекомые

##### incertae sedis
Таксоны насекомых неясного систематического положения: Chresmoda и Mesophthirus, паразит, похожий на вшей.
| Taxon                    | Authority                  | Year described | Notes                                                                          | image |
| ------------------------ | -------------------------- | -------------- | ------------------------------------------------------------------------------ | ----- |
| Antiquifloris latifibris | Poinar, Buckley & Chen     | 2016           | An angiosperm of uncertain placement                                           |       |
| Chenocybus allodapus     | Poinar                     | 2018           | An angiosperm of uncertain placement                                           |       |
| Exalloanthum burmense    | Poinar                     | 2018           | An angiosperm of uncertain placement, originally named Diaphoranthus burmensis |       |
| Lachnociona terriae      | Poinar, Chambers & Buckley | 2008           | An angiosperm of uncertain placement                                           |       |
| Lijinganthus revoluta    | Liu et al.                 | 2018           | A core eudicot of uncertain placement                                          |       |
| Micropetasos burmensis   | Poinar                     | 2004           | An angiosperm of uncertain placement                                           |       |
| Rasenganus auricularus   | Xing & Gu                  | 2020           | A possible epizoochorous fruit.                                                |       |
| Strombothelya monostyla  | Poinar & Chambers          | 2019           | An angiosperm of uncertain phylogenetic placement                              |       |
| Strombothelya grammogyna | Poinar & Chambers          | 2019           | An angiosperm of uncertain phylogenetic placement                              |       |

##### Древнечелюстные
2 семейства Древнечелюстных (Archaeognatha): Machilidae и Meinertellidae

##### Щетинохвостки
Одно семейство Щетинохвосток (Zygentoma): Lepismatidae

##### Подёнки

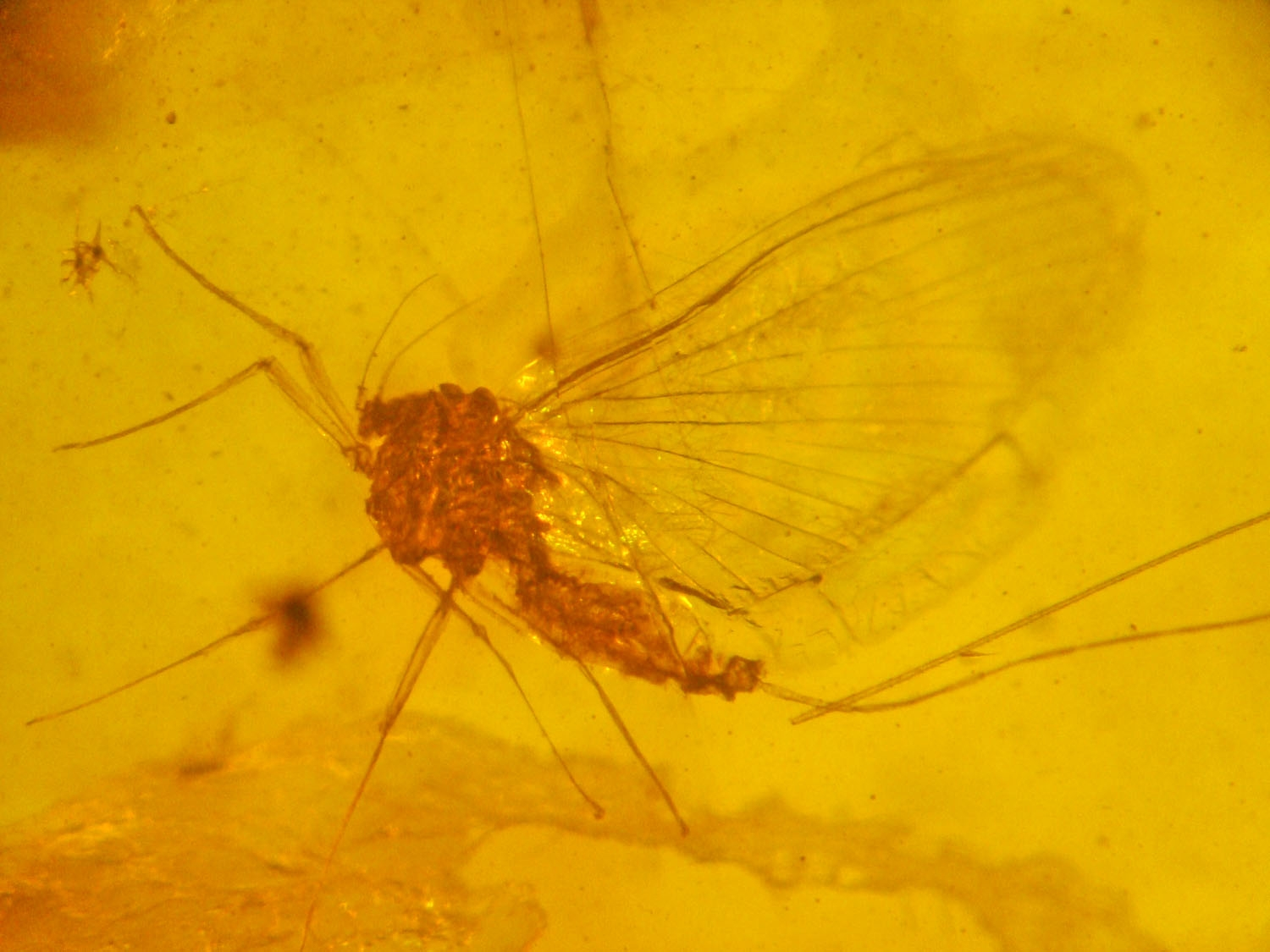
Vetuformosa buckleyi (Ephemeroptera)

7 семейств Подёнок (Ephemeroptera): †Australiphemeridae, Baetidae, Ephemeridae, Heptageniidae, †Hexagenitidae, Isonychiidae, Prosopistomatidae.

##### Стрекозы
19 семейств Стрекоз (Odonata), включая: Aeshnidae, †Araripegomphidae, †Burmacoenagrionidae, †Burmaeshnidae, †Burmagomphidae, †Burmaphlebiidae, Calopterygidae, Coenagrionidae, Dysagrionidae, Gomphaeschnidae, Gomphidae, Hemiphlebiidae, Libellulidae, Megapodagrionidae, †Mesomegaloprepidae, †Paracoryphagrionidae, Perilestidae, Platycnemididae, Platystictidae.
- †Burmaeshnidae
  - Angustaeschna magnifica Huang, Cai & Nel, 2017
  - Burmaeshna azari Huang, Cai, Nel, & Bechly, 2017
  - Cretaeshna lini Zheng, Chang, Jarzembowski & Wang, 2016
- †Burmagomphidae
  - Burmagomphides electronica Zheng, Nel & Wang, 2017
- †Burmaphlebiidae
  - Burmaphlebia reifi Bechly & Poinar, 2013

##### Перепончатокрылые

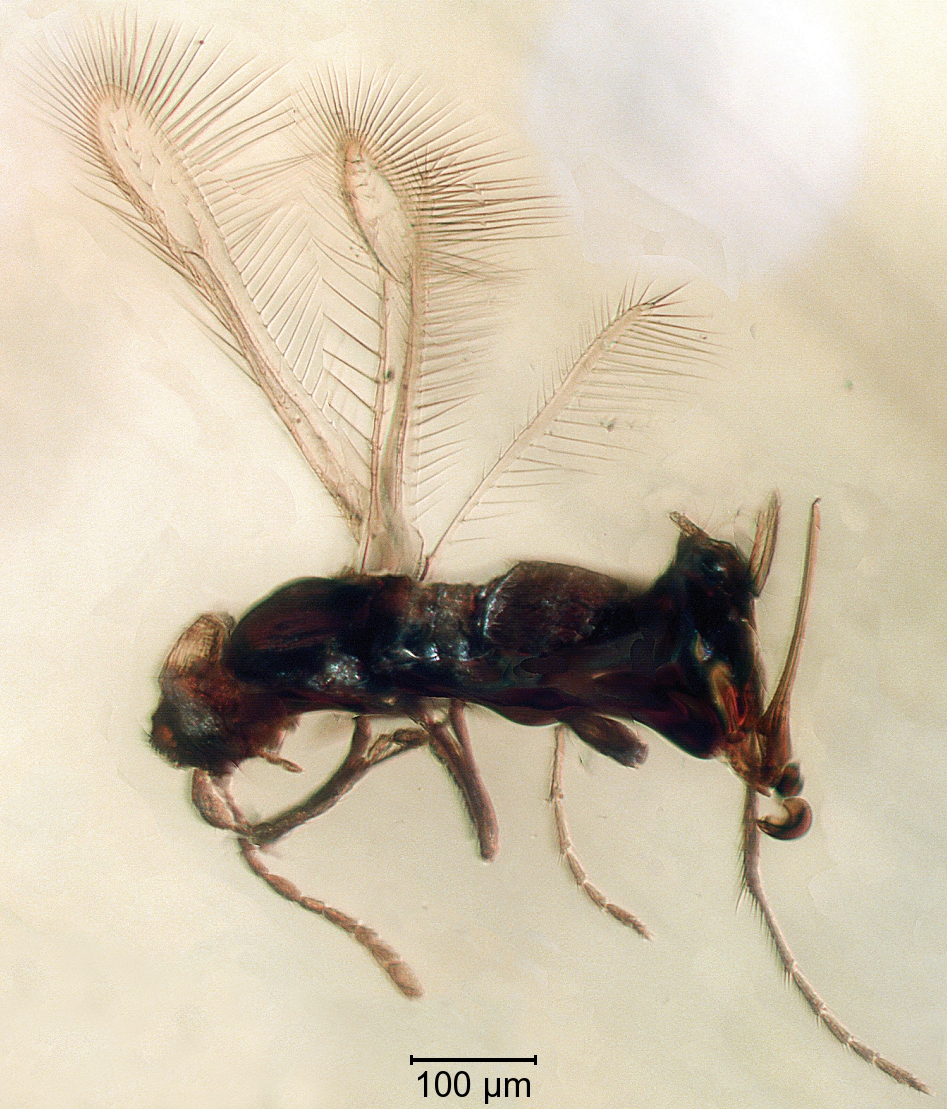
Наездник Myanmymar aresconoides (Mymaridae)

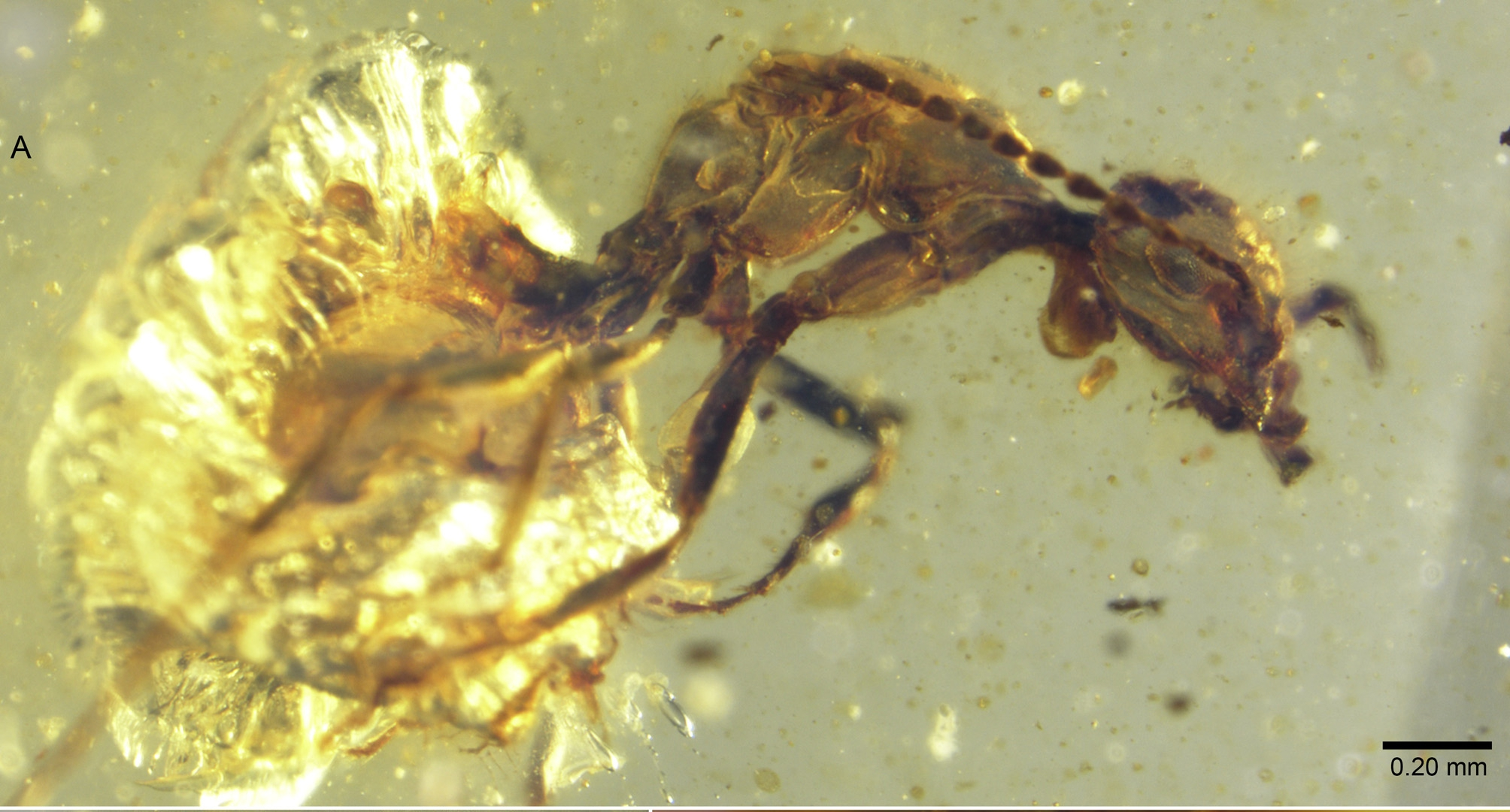
Муравей Zigrasimecia tonsora

Более 50 семейств Перепончатокрылых (Hymenoptera). Первые из них были описаны в статьях американского энтомолога Теодора Коккерелля, который в 1917—1920 годах описал ос из семейств Bethylidae и Aulacidae. Монотипическое семейство Melittosphecidae описано по виду Melittosphex burmensis, а другое монотипическое семейство Aptenoperissidae описано по 8 видам своего единственного рода Aptenoperissus. Первоначально описанный как муравей из подсемейства Aneuretinae таксон Burmomyrma rossi оказался древней осой из вымершего семейства Falsiformicidae (Chrysidoidea). Многочисленные виды ископаемых муравьёв (Formicidae) принадлежат к таксонам Baikuris, Camelomecia janovitzi, Ceratomyrmex ellenbergeri, Gerontoformica (11 видов), Haidomyrmex (3 вида), Linguamyrmex vladi, Zigrasimecia (2 вида), Dhagnathos autokrator, Chonidris insolita, Aquilomyrmex huangi, Protoceratomyrmex revelatus и Linguamyrmex brevicornis. Среди других семейств Ampulicidae, Braconidae, Cephidae, Ceraphronidae, Chalcididae, Chrysididae, Crabronidae, Diapriidae, Dryinidae, Embolemidae, Evaniidae, Gasteruptiidae, Heloridae, Ichneumonidae, Megalyridae, Megaspilidae, Mymaridae, Mymarommatidae, Pelecinidae, Platygastridae, Rhopalosomatidae. Rotoitidae, Sapygidae, Scelionidae, Sclerogibbidae, Scolebythidae, Sepulcidae, Sierolomorphidae, Siricidae, Sphecidae, Stephanidae, Tiphiidae, Vespidae, Xiphydriidae, †Aptenoperissidae, †Bryopompilidae, †Burmusculidae, †Chrysobythidae, †Dipterommatidae, †Diversinitidae, †Falsiformicidae, †Gallorommatidae, †Maimetshidae, †Myanmarinidae, †Othniodellithidae, †Praeaulacidae, †Proterosceliopsidae, †Serphitidae, †Spathiopterygidae, †Syspastoxyelidae и несколько таксонов в статусе incertae sedis.
- Муравьи: Haidomyrmex, Camelomecia janovitzi, Ceratomyrmex ellenbergeri, Linguamyrmex vladi, Tarachocelis microlepidopterella
- Сцелиониды: Archaeoteleia astropulvis[33]
- Пчёлы: Discoscapa apicula[34]

##### Двукрылые

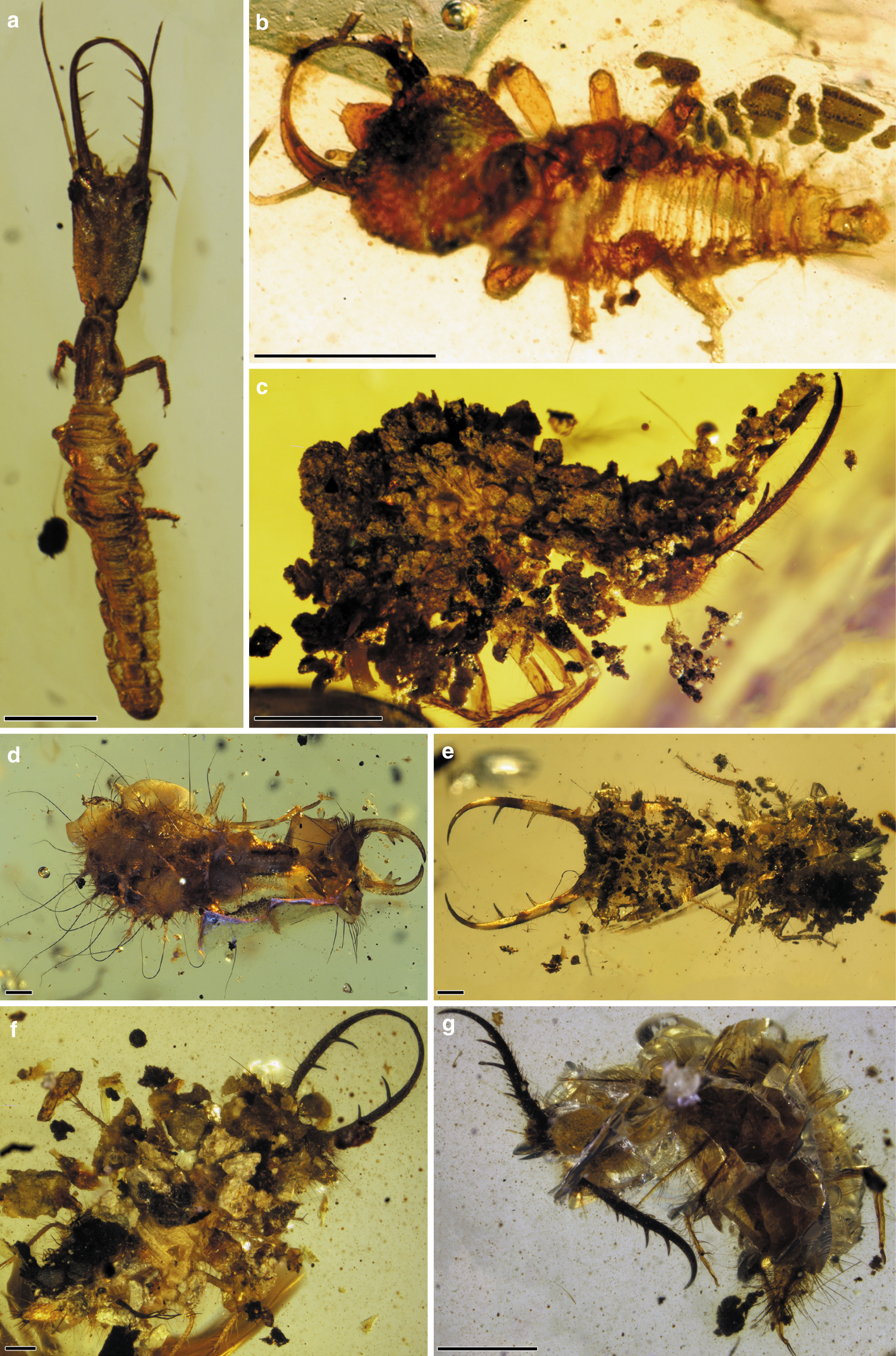
Муравьиный лев (Myrmeleontiformia)

47 семейств двукрылых (Diptera), включая: Acroceridae, Anisopodidae, Apsilocephalidae, Apystomyiidae, Asilidae, Atelestidae, Blephariceridae, Bombyliidae, Cecidomyiidae, Ceratopogonidae, Chaoboridae, Chironomidae, Corethrellidae, Culicidae, Diadocidiidae, Dolichopodidae, Empididae, Hybotidae, Keroplatidae, Limoniidae, Lygistorrhinidae, Mycetophilidae, Mythicomyiidae, Nemestrinidae, Phoridae, Pipunculidae, Platypezidae, Psychodidae, Ptychopteridae, Rachiceridae, Rhagionidae, Scatopsidae, Sciaridae, Stratiomyidae, Tabanidae, Tanyderidae, Tipulidae, Valeseguyidae, Xylomyidae, †Cascopleciidae, †Chimeromyiidae, †Eremochaetidae, †Eucaudomyiidae, †Mysteromyiidae, †Rhagionemestriidae, †Tethepomyiidae, †Zhangsolvidae и несколько таксонов в статусе incertae sedis.

##### Жесткокрылые
88 семейств Жесткокрылых (Coleoptera), включая: Aderidae, Anthicidae, Anthribidae, †Apotomouridae, Belidae, Boganiidae, Bostrichidae, Brachypsectridae, Buprestidae, Cantharidae, Carabidae, Caridae, Cerambycidae, Cerophytidae, Cerylonidae, Chrysomelidae, Ciidae, Clambidae, Cleridae, Cucujidae, Cupedidae, Curculionidae, Cyclaxyridae, Dascillidae, Dermestidae, Drilidae, Dytiscidae, Elateridae, Elmidae, Endomychidae, Eucinetidae, Eucnemidae, Geotrupidae, Glaresidae, Gyrinidae, Histeridae, Hybosoridae, Hydraenidae, Hydrophilidae, Ithyceridae, Jacobsoniidae, Kateretidae, Laemophloeidae, Lampyridae, Latridiidae, Leiodidae, Lepiceridae, Lucanidae, Lycidae, Lymexylidae, Melandryidae, Meloidae, Melyridae, Monotomidae, Mordellidae, Nemonychidae, Nitidulidae, Oedemeridae, Ommatidae, Passalidae, †Parandrexidae, †Passalopalpidae, Passandridae, Prostomidae, Psephenidae, Ptiliidae, Ptinidae, Ptilodactylidae, Ripiphoridae, Rhysodidae, Salpingidae, Scarabaeidae, Scirtidae, Scraptiidae, Silphidae, Silvanidae, Smicripidae, Sphaeriusidae, Staphylinidae, Tenebrionidae, Tetratomidae, Thanerocleridae, Throscidae, Trogidae, Trogossitidae и Zopheridae.

##### Сетчатокрылые

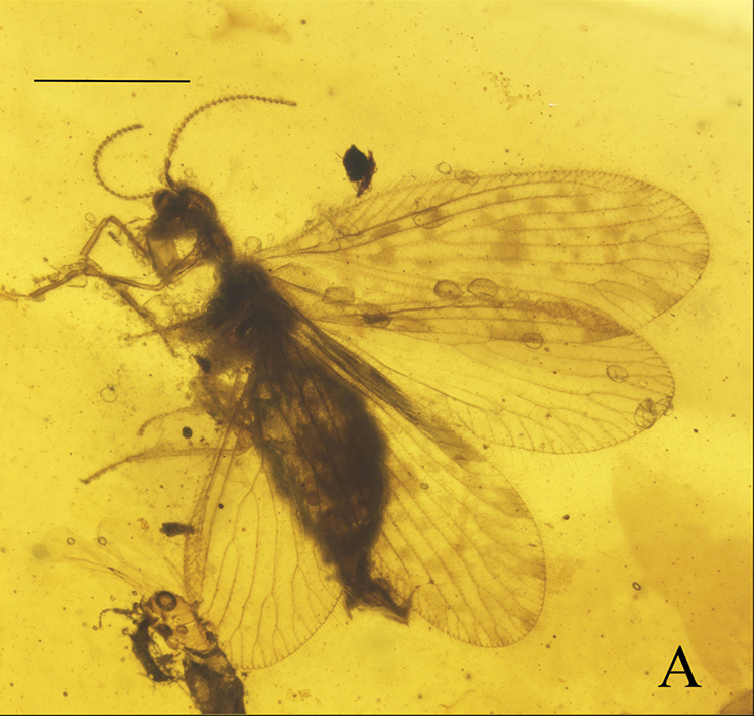
Stictosisyra pennyi (Sisyridae)

21 семейство Сетчатокрылых (Neuroptera), включая: Ascalaphidae, †Babinskaiidae, Berothidae, Chrysopidae, Coniopterygidae, †Corydasialidae, Dilaridae, †Dipteromantispidae, Hemerobiidae, Ithonidae, Kalligrammatidae, Mantispidae, †Mesochrysopidae, Myrmeleontidae, Nemopteridae, Nevrorthidae, Nymphidae, Osmylidae, Psychopsidae, Rachiberothidae, Sisyridae и несколько таксонов в статусе incertae sedis.
- Buratina truncata[35]
- Khobotun elephantinus
- Protosiphoniella anthophila
- Sidorchukatia gracilis

##### Полужесткокрылые
65 семейств Полужесткокрылые (Hemiptera), включая: Achilidae, †Albicoccidae, Aleyrodidae, Aphrophoridae, Aradidae, †Burmacoccidae, †Burmitaphidae, Callaphididae, Cercopidae, Cicadellidae, Cicadidae, Cimicidae, Cixiidae, Coccidae, Coreidae, Cydnidae, Dictyopharidae, Dipsocoridae, †Dorytocidae, Enicocephalidae, Fulgoridae, Gelastocoridae, Gerridae, †Hodgsonicoccidae, Hydrometridae, Issidae, †Jubisentidae, †Juraphididae, Kinnaridae, †Kozariidae, †Lalacidae, Leptopodidae, †Liadopsyllidae, Margarodidae, Matsucoccidae, †Mimarachnidae, †Minlagerrontidae, Miridae, Monophlebidae, Naucoridae, Ochteridae, Ortheziidae,†Palaeoleptidae, †Parvaverrucosidae, †Perforissidae, †Protopsyllidiidae, †Procercopidae, Pseudococcidae, Reduvidae, Schizopteridae, †Sinoalidae, †Tajmyraphididae, Tettigarctidae, Tingidae, Tropiduchidae, Velocipedidae,Veliidae, †Weitschatidae, Xylococcidae, †Yetkhatidae, Nabidae, †Neazoniidae и несколько таксонов в статусе incertae sedis.

##### Тараканообразные
20 семейств Тараканообразных (Dictyoptera) Dictyoptera, включая: Blaberidae, †Blattulidae, Blattidae, †Caloblattinidae, Corydiidae, Ectobiidae, †Olidae, †Liberiblattinidae, †Alienopteridae, †Manipulatoridae †Umenocoleidae , Nocticolidae, †Pabuonqedidae
- Термиты (†Archeorhinotermitidae, Hodotermitidae, Termitidae и Mastotermitidae) и богомолы Burmantis burmitica.

##### Mecoptera
5 семейств Mecoptera, включая: Bittacidae, Meropeidae, Mesopanorpodidae, †Pseudopolycentropodidae и †Dualulidae.

##### Сеноеды
9 семейств Сеноедов (Psocoptera), включая: †Archaeatropidae, Compsocidae, Liposcelididae, Manicapsocidae, Pachytroctidae,Prionoglarididae, Psyllipsocidae, Sphaeropsocidae и Trogiidae.

##### Прямокрылые
6 семейств Прямокрылых (Orthoptera), включая: †Elcanidae, Gryllidae, Mogoplistidae, Tetrigidae, Tettigoniidae и Tridactylidae

##### Ручейники
8 семейств Ручейников (Trichoptera), включая: Calamoceratidae, †Dysoneuridae, Helicopsychidae, Hydroptilidae, Odontoceridae, Philopotamidae, Polycentropodidae и Psychomyiidae.

##### Кожистокрылые

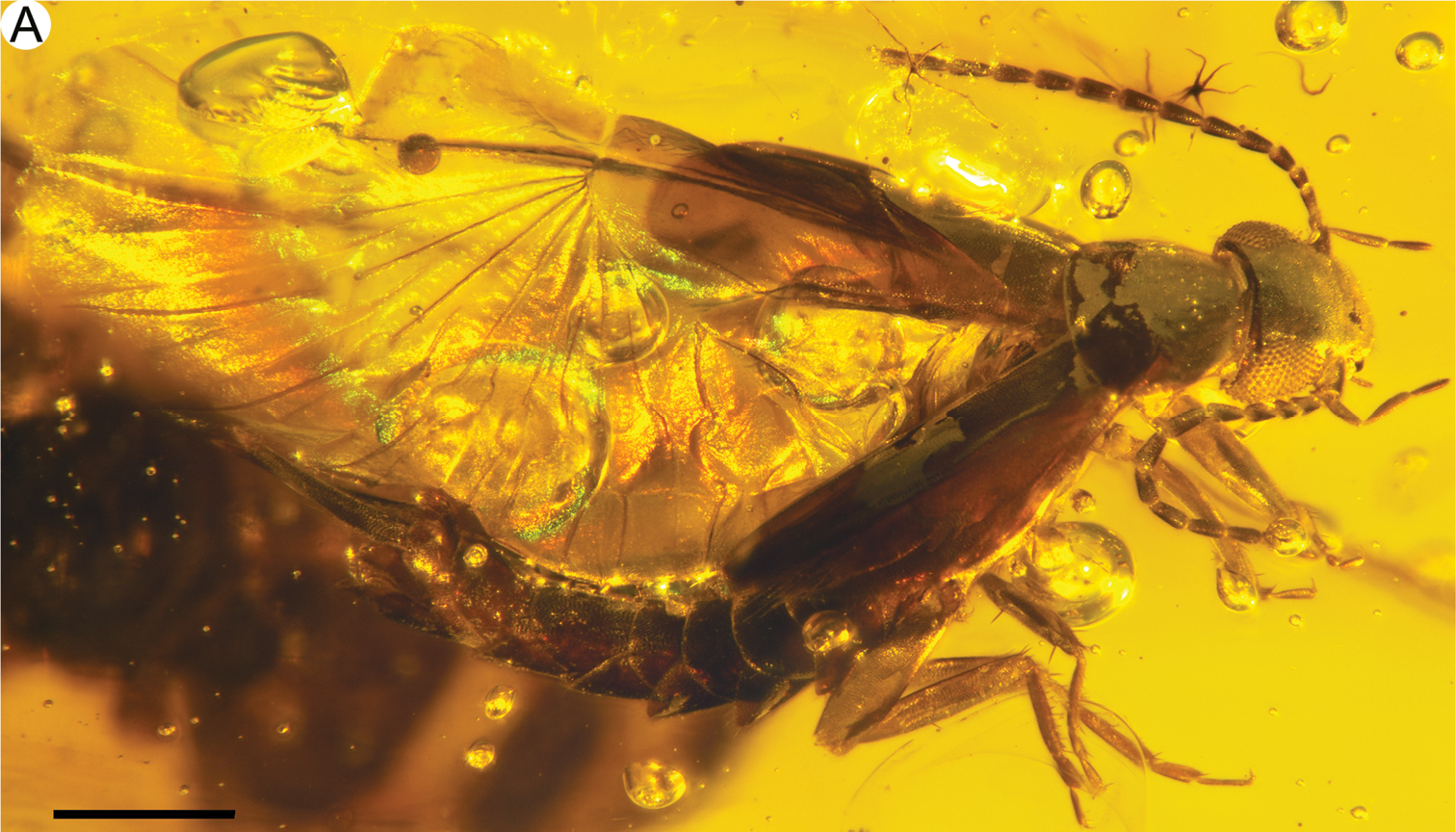
Astreptolabis laevis

5 семейств Кожистокрылых (Dermaptera), включая: Anisolabididae, Diplatyidae, Labiduridae и Pygidicranidae.
- Astreptolabis ethirosomatia[36]

##### Эмбии
4 семейства Эмбий (Embioptera), включая: Clothodidae, Oligotomidae, Notoligotomidae и †Sorellembiidae.

##### Notoptera
Одно семейство Notoptera (Grylloblattidae) Sylvalitoralis cheni

##### Strepsiptera
4 семейства Strepsiptera, включая: †Cretostylopidae, †Kinzelbachillidae, †Mengeidae, †Phthanoxenidae

##### Чешуекрылые
4 семейства Чешуекрылых (Lepidoptera), включая: Douglasiidae, Gelechiidae, Gracillariidae и Micropterigidae.

##### Megaloptera
Один вид Megaloptera: Haplosialodes liui из семейства Sialidae.

##### Привиденьевые
4 семейства Палочников (Phasmatodea): †Archipseudophasmatidae, Phasmatidae. †Pterophasmatidae и Timematidae

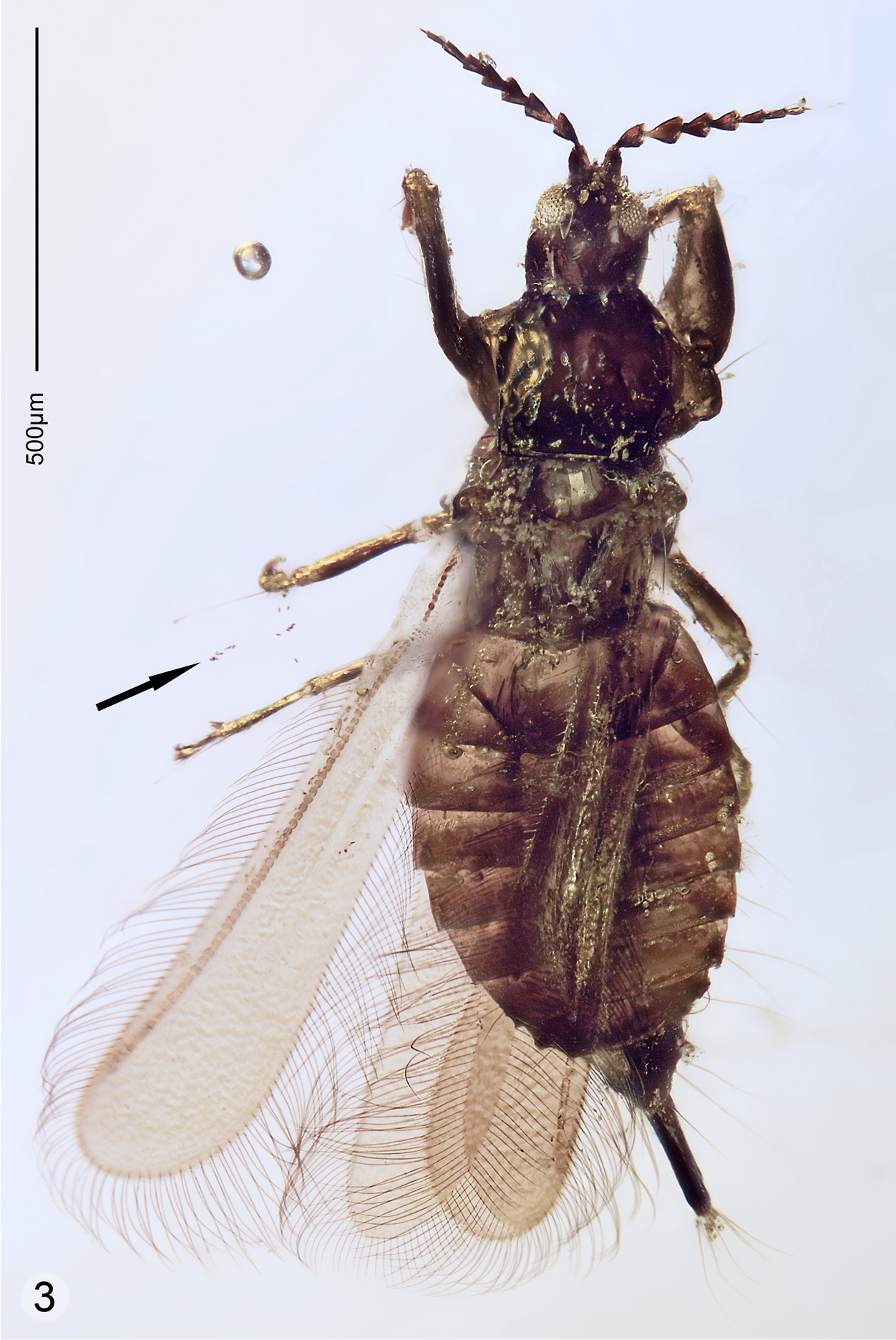
Трипс Rohrthrips jiewenae

##### Трипсы
3 семейства Трипсов (Thysanoptera), включая: Aeolothripidae, †Rohrthripidae и Thripidae.

##### Веснянки
2 семейства Веснянок (Plecoptera): Perlidae и †Petroperlidae.

##### Верблюдки
Одно семейство Верблюдок (Raphidioptera): †Mesoraphidiidae.

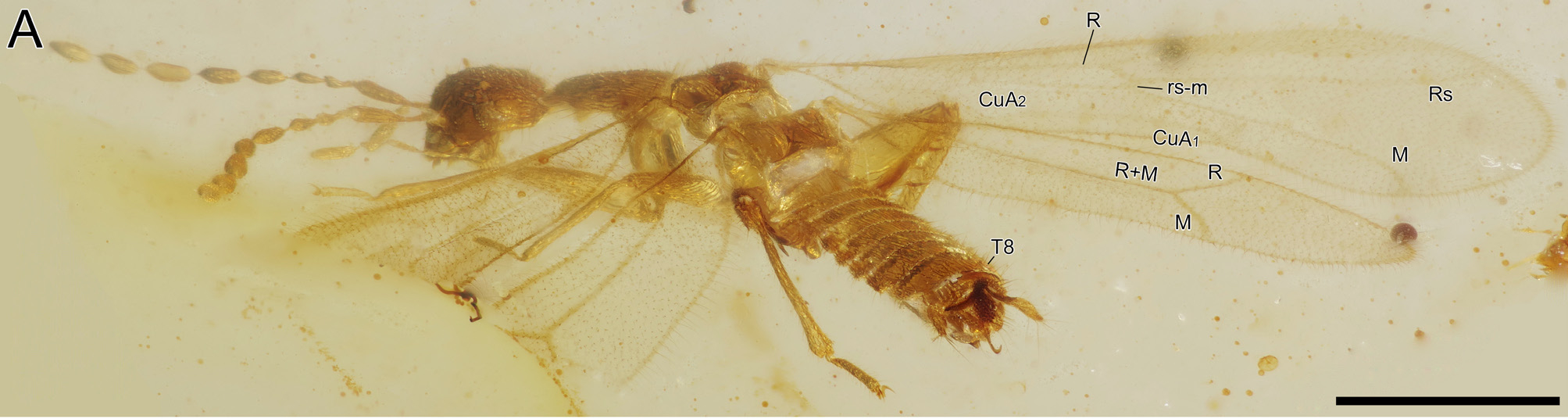
Zorotypus pecten

##### Zoraptera
Несколько видов рода Zorotypus и монотипический род Xenozorotypus.

#### Круглые черви
5 семейств Нематод, включая: Cosmocercidae, Heterorhabditidae, Mermithidae, Thelastomatidae, Aphelenchoididae.
- нематоды Rhabditida
  - Palaeocosmocerca burmanica Poinar, 2011 (Cosmocercidae)
  - Proheterorhabditis burmanicus Poinar 2011 (Heterorhabditidae Poinar, 1975)
  - Cretodiplogaster termitophilous Poinar, 2011 (Family incertae sedis)

#### Nematomorpha
Один род нематоморф: Cretachordodes (Chordodidae, Gordioidea)

#### Моллюски
Кроме аммонитов и морских гастропод здесь также представлены 7 семейств наземных брюхоногих моллюсков (Mollusca): Diplommatinidae, Pupinidae, Achatinidae, Punctidae, Valloniidae, Assimineidae и Cyclophoridae.
- Palaeoclavaria burmitis Poinar & Brown, 2003 (Bivalvia, Myoida, Pholadidae)

### Позвоночные

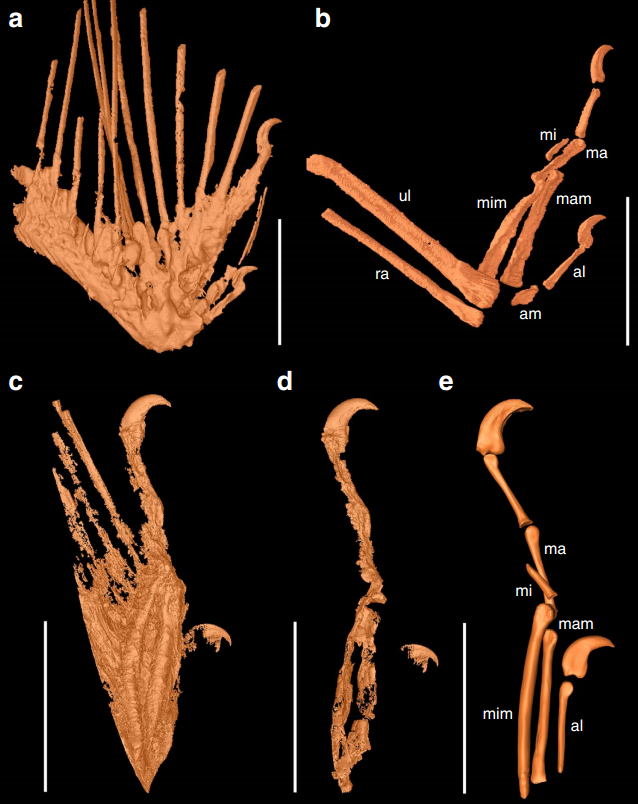
Скан мумифицированного крыла в янтаре

Хотя бирманский янтарь в основном представлен многочисленными включениями беспозвоночных, в нём были также обнаружены некоторые фоссилии позвоночных. Одним из наиболее заметных открытий был хорошо сохранившийся хвост тероподного динозавра с сохранившимися перьями. Также обнаружены окаменелости энанциорнисовых птиц, включая молодь и части крыльев и сохранившиеся ноги, включая таксон Elektorornis. Известен полный череп необычной ящерицы из клады Lepidosauromorpha рода Oculudentavis. В янтаре также найдена хорошо сохранившаяся лягушка Electrorana. Другие известные экземпляры включают змею. Несколько видов ящериц были описаны из бирманского янтаря, включая геккона с сохранившимися подушечками пальцев ног (Cretaceogekko), а также древнейшее известное в Юго-Восточной Азии агамовое (Protodraco). Один из этих образцов был первоначально описан как хамелеон, однако позднее фактически оказался амфибией из семейства Albanerpetontidae.

### Ракообразные
В бирманском янтаре было обнаружено также 39 доисторических рачков рода Thalassocypria, Sanyuania и Myanmarcypris из группы остракод.

## Флора и другие

### Флора бирманского янтаря

#### Цветковые растения
11 видов Цветковые растения (Magnoliophyta или Angiospermae) из 9 родов, включая представителей Cornaceae, Cunoniaceae, Lauraceae, ?Monimiaceae и Laurales incertae sedis. Poales incertae sedis и Angiosperm incertae sedis. В 2020 году был описан новый вид хорошо сохранившегося цветка Valviloculus pleristaminis, у которого можно разглядеть пыльник с двумя пыльцевыми мешками.

#### Листостебельные мхи
2 рода Листостебельные мхи (Bryopsida) из отрядов Dicranales и Hypnodendrales

#### Юнгерманиевые печёночники
3 семейства Юнгерманиевые печёночники (Jungermanniopsida): Frullaniaceae, Lepidolaeanaceae, Radulaceae.

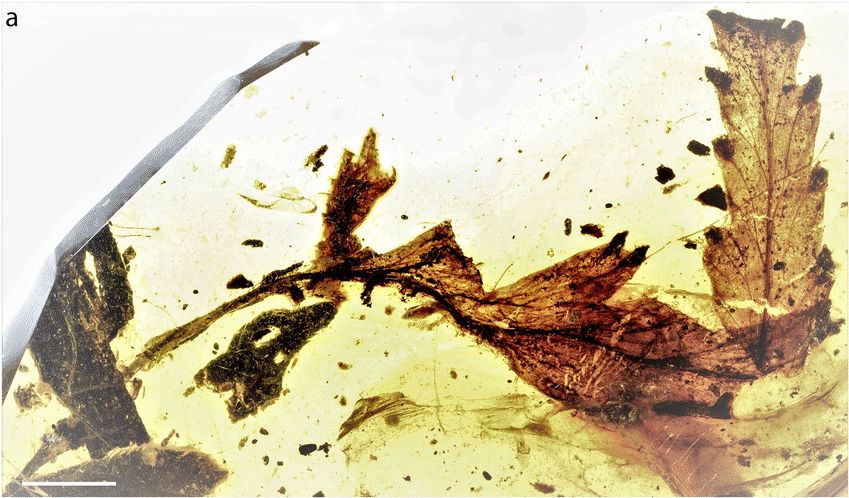
Cystodium sorbifolioides

#### Хвойные
2 семейства Хвойные (Pinophyta, Pinopsida): Araucariaceae и Cupressaceae, включая Metasequoia.

#### Папоротниковые
4 семейства Папоротниковые (Polypodiopsida): Cystodiaceae, Dennstaedtiaceae, Lindsaeaceae, Pteridaceae и несколько родов Polypodiales incertae sedis.

### Амёбозои(Amoebozoa)

#### Myxogastria
Плодовое тело представителя современного рода гриба-миксомицета Стемонитис (Stemonitis) из группы Слизевиков.

#### Dictyostelia
Paleoplastes burmanica, представитель Dictyostelia (Dictyosteliomycetes).